# Creatinină
Creatinina este un compus chimic organic, produs de metabolism al creatin-fosfatului din mușchi și se produce cu o rată constantă, dependentă de masa musculară.
Din punct de vedere chimic, creatinina este un derivat ciclic spontan al creatinei.
Creatinina este filtrată din sânge de către rinichi, ajungând în urină.
Dacă filtrarea renală este deficitară nivelul sanguin al creatininei crește. Ca urmare nivelul creatininei în sânge și urină poate fi folosit pentru a calcula clearanța creatininei (CrCl), legată de rata de filtrare glomerulară (GFR), un indicator fiziologic în nefrologie.